# Cilindru Tipler
Un cilindru Tipler, numit, de asemenea, o mașină a timpului Tipler, este un obiect ipotetic care face posibilă (teoretic) călătoria în trecut. 
Această abordare este concepută să funcționeze pe baza cunoștințelor noastre curente din fizică, în special teoria relativității generale. Dar rezultatele de mai târziu au arătat că un cilindru Tipler ar putea permite călătoria în timp numai dacă lungimea lui este infinită. 
Cilindrul Tipler a fost descoperit ca o soluție la ecuațiile relativității generale de Willem Jacob van Stockum în 1936 și Kornel Lanczos în 1924, dar n-a fost recunoscut că ar fi o curbă temporală închisă decât după o analiză realizată de Frank Tipler în 1974 și publicată în lucrarea "Rotating Cylinders and the Possibility of Global Causality Violation".
Stephen Hawking consideră că se poate construi o mașină a timpului finită numai dacă se utilizează energie negativă.